# 牡丹平バスストップ

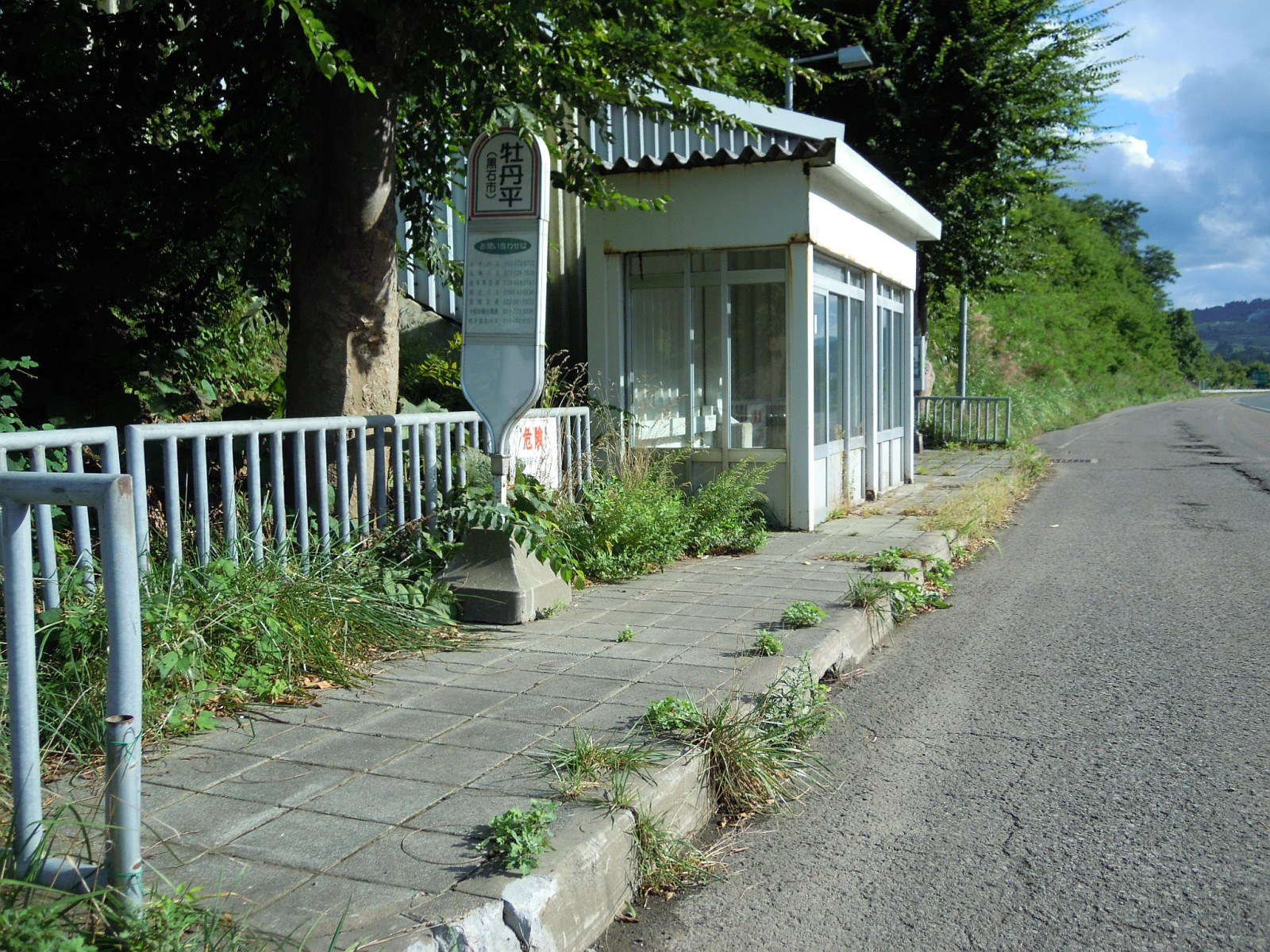
東北自動車道に設置されている牡丹平バスストップ（上り線側）

牡丹平バスストップ（ぼたんだいらバスストップ）は青森県黒石市の東北自動車道上に設置されるバス停留所である。停留所名は「牡丹平（ぼたんだいら）」で、通称「高速黒石（こうそくくろいし）」とも呼ばれる。
一般道での最寄停留所は「牡丹平高速道入口（ぼたんだいらこうそくどういりぐち）」で東北自動車道と県道268号の交点付近にある。

## 停車路線

### 高速バス
- あすなろ号（盛岡駅西口 - 青森駅前）
- ブルーシティ号（仙台駅前 - 青森駅前）
  - 仙台駅前行は乗車のみ、青森駅前行は降車のみ扱い（クローズドドアシステム）。

### 路線バス
- 弘南バス
  - 板留・虹の湖公園・温川線
  - 大川原線
  - 黒石駅・黒石営業所線
  - 弘前バスターミナル線
  - 南高校線

## 設備
- 待合室を設置する。

## 周辺
- 青森県道268号弘前田舎館黒石線
- 黒石市立牡丹平小学校
- 保福寺
- 青森県産業技術センターりんご研究所

## その他
- ブルーシティ号の乗車券は、弘南バス黒石駅前案内所で発売する。